# Herbert Ilsanker
Herbert Ilsanker (Hallein, 24 maggio 1967) è un ex calciatore austriaco, di ruolo portiere.
È il padre di Stefan, anch'egli calciatore.

## Carriera
Ilsanker inizia la carriera agonistica nel 1. Halleiner per poi passare nel 1989 al Salisburgo. Con i salisburghesi ha militato sino al 1998, vincendo da comprimario tre campionati austriaci e tre supercoppe d'Austria, oltre che raggiungere la finale della Coppa UEFA 1993-1994, persa contro gli italiani dell'Inter.
Nel 1998 si trasferisce in Germania per giocare come secondo con i cadetti del Magonza, squadra nel quale termina la carriera agonistica nel 2001.
Nel 2005 torna a Salisburgo come allenatore dei portieri.

## Palmarès
- Campionato austriaco: 3

Salisburgo: 1993-1994, 1994-1995, 1996-1997
- Supercoppa d'Austria: 3

Salisburgo: 1994, 1995, 1997